# John Karlsen
John Karlsen (* 20. Oktober 1919 auf einem Schiff von London nach Singapur; † 5. Juli 2017 in Auckland, Neuseeland) war ein neuseeländischer Schauspieler vor allem beim italienischen Film.

## Leben
Begonnen hatte Karlsen in England als Bühnenschauspieler eines eigenen Repertoire-Ensembles. Der großgewachsene Schauspieler, der schon in jüngeren Jahren deutlich älter erschien (zurückgehender Haaransatz mit frühzeitig ergrauten, fast weißen Haaren; ein scharfgeschnittenes, mageres Gesicht) und oftmals als unheimlich und mysteriös erscheinende, aber auch ehrfurchtgebietend wirkende Figur besetzt wurde, spielte seit Ende der 1950er Jahre in Italien eine große Anzahl an Lehrern, Butlern, Wissenschaftlern, Nazis und Priestern. Genauso war er aber in einigen Filmen des Komikers Totò zu sehen, und ebenso war er regelmäßig bei der englischsprachigen Synchronisation von in Italien entstandenen Filmen beschäftigt. Mit Beginn der 1980er Jahre arbeitete Karlsen mehrmals für das Fernsehen.
Er trat in Horrorfilmen auf (neben Christopher Lee und Barbara Steele und unter Roger Corman und Michele Soavi), wurde von Federico Fellini und für Agentenfilme besetzt, hatte aufgrund seiner Sprachkenntnisse zahlreiche Engagements bei in Italien gedrehten, Hollywood-finanzierten Monumentalfilmen und spielte für Roman Polanski, Roberto Rossellini und Roberto Benigni.
Zu Beginn seiner Leinwandkarriere oftmals noch ohne Credits, konnte der im Alter von 97 Jahren verstorbene Karlsen von der auf solche Darsteller spezialisierten Website thrillingforum bislang in 90 Filmen identifiziert werden.

## Filmografie (Auswahl)
- 1958: Mädchen mit hübschen Beinen (Le bellissime gambe di Sabrina)
- 1958: Die nackte Maja (La Maja desnuda)
- 1961: Barabbas (Barabbà)
- 1961: Franz von Assisi (Francis of Assisi)
- 1961: Das Leben ist schwer (Una vita difficile)
- 1962: Maciste, der Rächer der Verdammten (Maciste all’inferno)
- 1962: Pontius Pilatus – Statthalter des Grauens (Ponzio Pilato)
- 1962: Die sieben Schwerter der Rache (Le sette spade del vendiactore)
- 1962: Sodom und Gomorrha (Sodoma e Gomorrha)
- 1963: Achteinhalb (8½)
- 1963: Cleopatra
- 1963: Stunden der Liebe (Le ore dell’amore)
- 1964: Ein Toter hing am Glockenseil (La cripta e l’incubo)
- 1965: Die Puppen (Le bambole)
- 1965: Ein Riß in der Welt (Crack in the World)
- 1965: Zwei Trottel gegen Goldfinger (Due mafiosi contro Goldginger)
- 1966: Agent 3S3 pokert mit Moskau (Agente 3S3, massacro al sole)
- 1966: Agenten-Poker (Il gioco delle spie)
- 1966: El Greco
- 1966: Modesty Blaise – Die tödliche Lady (Modesty Blaise)
- 1966: Weihnachtsmann in Not (Il Natale che quasi non fu)
- 1967: Bradock – Drei Unzen Blei zum Fünf‑Uhr‑Tee (Troppo per vivere… poco per morire)
- 1967: Der Chef schickt seinen besten Mann (Requiem per un agente segreto)
- 1967: Perry Rhodan – SOS aus dem Weltall (4… 3… 2… 1… morte)
- 1967: Von Angesicht zu Angesicht (Faccia a faccia)
- 1968: Außergewöhnliche Geschichten (Tre passi nel delirio)
- 1968: Galileo
- 1968: Goldraub in London (L’oro di Londra)
- 1969: Fellinis Satyricon (Satyricon)
- 1969: Mord im schwarzen Cadillac (Femmine insaziabili)
- 1971: Das Schloß der blauen Vögel (La bestia uccide a sangue freddo)
- 1972: Bruder Sonne, Schwester Mond (Fratello sole, sorella luna)
- 1972: Was? (Che?)
- 1975: Der Graf von Monte Christo (The Count of Monte Cristo) (Fernsehfilm)
- 1975: Der Messias (Il messia)
- 1975: Die Sexmaschine (Conviene far bene l’amore)
- 1975: Spuren auf dem Mond (Le orme)
- 1976: Fellinis Casanova (Il Casanova di Federico Fellini)
- 1979: Der große Kampf des Syndikats (I contrabbandieri di Santa Lucia)
- 1979: Der Millionenfinger (Mani di velluto)
- 1979: Der schwarze Hengst (The Black Stallion)
- 1980: Die tödliche Warnung (L’avvertimento)
- 1982: Marco Polo (Fernseh-Miniserie)
- 1983: Der Feuersturm (The Winds of War) (Fernseh-Miniserie)
- 1984: Der dicke König Dagobert (Le Bon Roi Dagobert)
- 1986: Die Klugscheißer (Asilo di polizia)
- 1987: Devils of Monza (La monaca di Monza)
- 1987: I Love N.Y.
- 1988: Ein himmlischer Teufel (Il piccolo diavolo)
- 1988: Die Partie seines Lebens (La partita)
- 1988: Stradivari
- 1989: Bill & Teds verrückte Reise durch die Zeit (Bill & Ted’s Excellent Adventure)
- 1989: The Church (La chiesa)
- 1989: Valentina (Fernsehserie)
- 1990: Eine Nacht mit Alice (Stasera a casa di Alice)
- 1990: Roger Cormans Frankenstein (Frankenstein Unbound)
- 1993: Der Sandmann
- 1999: Screw Loose (Svitati)
- 2003: Sin Eater – Die Seele des Bösen (The Order)
- 2007: The Hideout (Il nascondiglio)